# Semecarpus tonkinensis
Semecarpus tonkinensis är en sumakväxtart som beskrevs av Paul Lecomte. Semecarpus tonkinensis ingår i släktet Semecarpus och familjen sumakväxter. Inga underarter finns listade i Catalogue of Life.